# Internationales Filmfestival Moskau

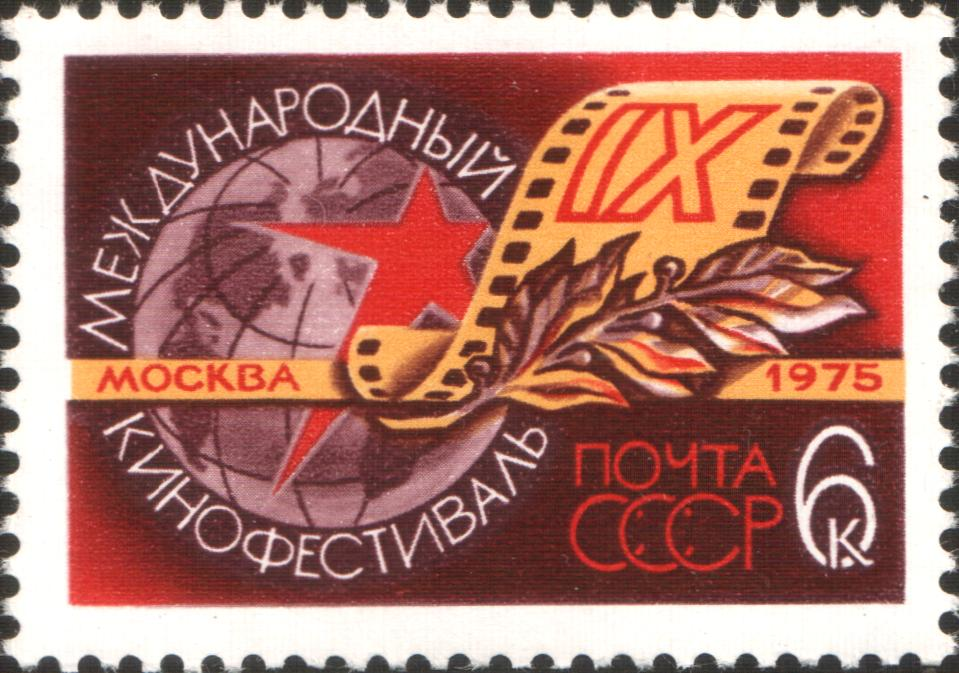
Briefmarke mit Motiv des Festivals

Das Internationale Filmfestival Moskau (kurz IFF Moskau, russisch Моско́вский междунаро́дный кинофестива́ль) ist ein ehemals als A-Festival eingestuftes Filmfestival in Russland. Es findet im Regelfall jedes Jahr Ende Juni statt und war von 1972 bis 2022 beim Filmproduzentenverband FIAPF als internationales Filmfestival mit Wettbewerb akkreditiert.

## Geschichte

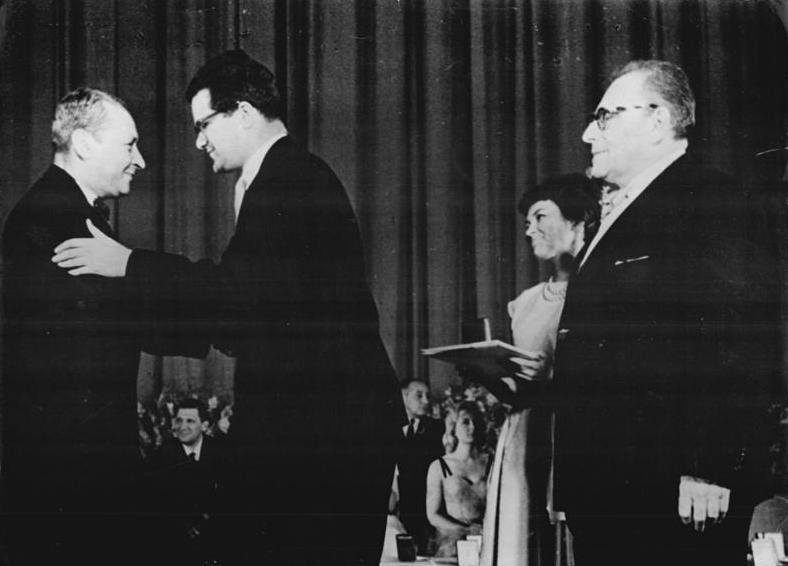
Filmpreis für Konrad Wolf am Filmfestival Moskau 1961

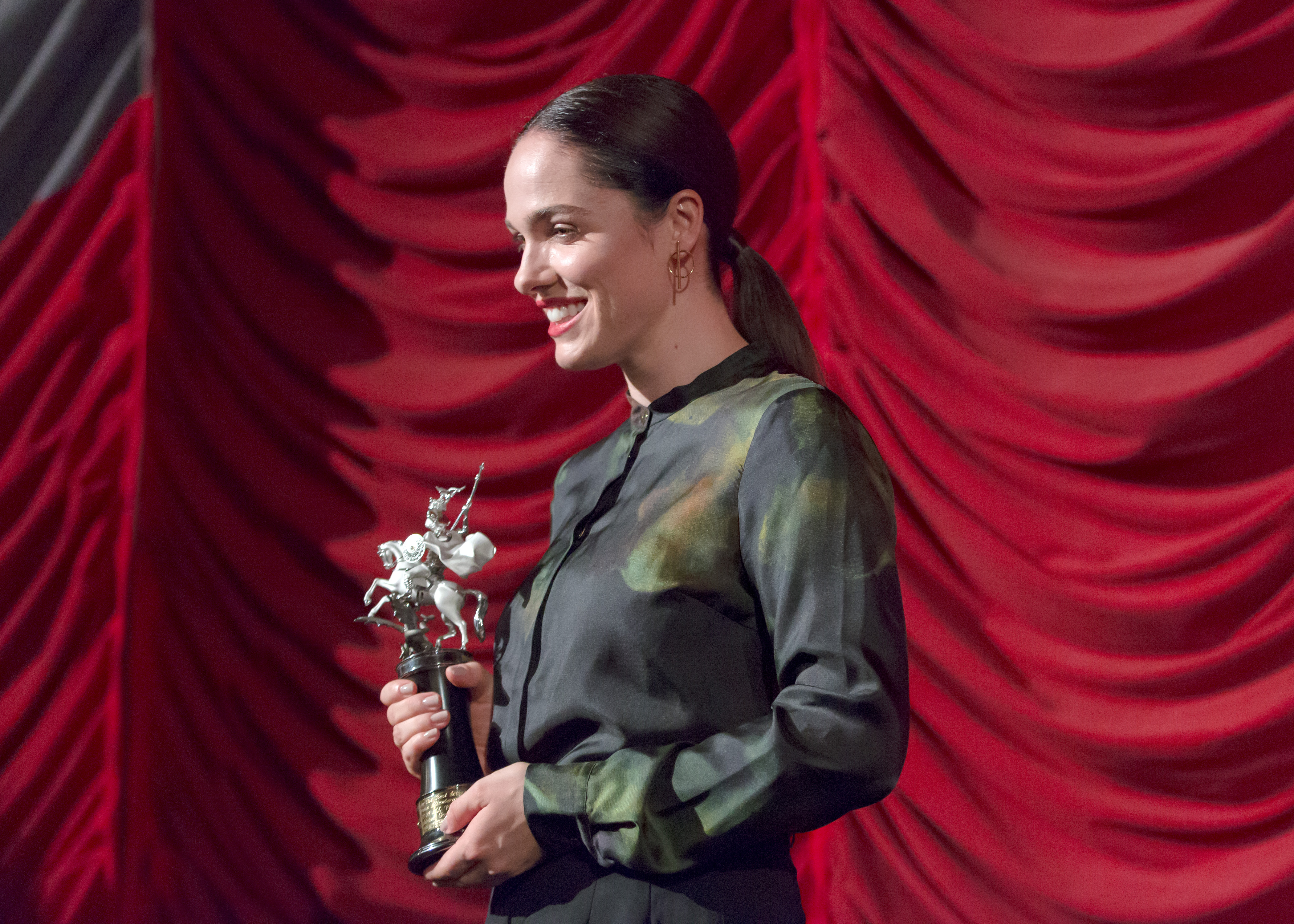
Verena Altenberger mit dem Silbernen St. Georg für die beste Schauspielerin 2017

Das Moskauer Filmfestival ist nur drei Jahre jünger als das älteste Filmfestival der Welt, die Filmfestspiele von Venedig. Erstmals wurde es 1935 auf Initiative des damaligen Staatschefs Josef Stalin veranstaltet. Der erste Jurypräsident war der Regisseur Sergei Eisenstein. Filmpreise gewannen damals unter anderem Walt Disney und René Clair.
Das zweite Festival fand erst wieder 1959 statt. Seitdem wurde es noch bis 1997 alle ungeraden Jahre veranstaltet, seit 1999 dann jährlich.
1989 wurde erstmals der Goldene St. Georg (ab 2004 Goldener Georg) – die Figur am Stadtwappen von Moskau – als Hauptpreis des internationalen Wettbewerbs verliehen. In den ersten Jahren der Verleihung ging der Preis meist an westliche Länder, in den Jahren 2004, 2005, 2007, 2009, 2018 und 2020 jedoch an Produktionen aus Russland. Seit 1997 findet im Rahmen des Festivals ein Forum für junge Filmschaffende statt.
Das Internationale Filmfestival in Moskau wird offiziell von der russischen Regierung ausgerichtet. Festivalpräsident ist seit 2000 der Filmregisseur Nikita Michalkow. Das Fest hat zum Ziel, den kulturellen Austausch zwischen den Nationen zu fördern und die Filmschaffenden der Welt zu mehr internationaler Zusammenarbeit zu bewegen. Jurypräsidenten waren unter anderem Richard Gere, Theo Angelopoulos, Margarethe von Trotta, Alan Parker, Gleb Panfilow, Jean-Jacques Annaud, Fred Schepisi, Luc Besson, Geraldine Chaplin, Héctor Babenco, Pawel Lungin, Mohsen Makhmalbaf, Kim Ki-duk und Brillante Mendoza.

## Preisträger des Hauptpreises 1959–1987 (Auswahl)
| Jahr | Film | Regisseur           | Land    |
| ---- | --- | ------------------- | ------- |
| 1959 | Ein Menschenschicksal (Судьба человека)                                                                                  | Sergei Bondartschuk | UdSSR   |
| 1961 | Klarer Himmel (Чистое небо)                                                                                              | Grigori Tschuchrai  | UdSSR   |
| 1963 | Achteinhalb (8½) | Federico Fellini    | Italien |
| 1965 | Krieg und Frieden (Война и мир)                                                                                          | Sergei Bondartschuk | UdSSR   |
| 1971 | Der Clan, der seine Feinde lebendig einmauert (Confessione di un commissario di polizia al procuratore della repubblica) | Damiano Damiani     | Italien |
| 1983 | Wassa (Васса) | Gleb Panfilow       | UdSSR   |

## Preisträger desGoldenen Georg(seit 1989)
| Jahr | Film                                                    | Regisseur                         | Land                             |
| ---- | ------------------------------------------------------- | --------------------------------- | -------------------------------- |
| 1989 | Die Seifendiebe (Ladri di saponette)                    | Maurizio Nichetti                 | Italien                          |
| 1991 | Pegi pjos, beguschtschi krajem morja                    | Karen Geworkjan (Karen Gevorkyan) | Sowjetunion, Deutschland         |
| 1993 | Ivan und Abraham (Moi Ivan, toi Abraham)                | Yolande Zauberman                 | Frankreich, Belarus              |
| 1995 | nicht vergeben                                          | nicht vergeben                    | nicht vergeben                   |
| 1997 | Marvins Töchter (Marvin’s Room)                         | Jerry Zaks                        | Vereinigte Staaten               |
| 1999 | Ikitai                                                  | Shindō Kaneto                     | Japan                            |
| 2000 | Życie jako śmiertelna choroba przenoszona drogą płciową | Krzysztof Zanussi                 | Polen, Frankreich                |
| 2001 | The Believer                                            | Henry Bean                        | Vereinigte Staaten               |
| 2002 | Die Auferstehung (Resurrezione)                         | Paolo Taviani, Vittorio Taviani   | Italien, Frankreich, Deutschland |
| 2003 | La luz prodigiosa                                       | Miguel Hermoso                    | Spanien                          |
| 2004 | Swoi                                                    | Dmitri Meschijew                  | Russland                         |
| 2005 | Kosmos kak predtschuwstwije                             | Alexei Utschitel                  | Russland                         |
| 2006 | Om Sara                                                 | Karim Othman                      | Schweden                         |
| 2007 | Puteschestwije s domaschnimi schiwotnymi                | Wera Storoschewa                  | Russland                         |
| 2008 | Be hamin sadegi                                         | Reza Mirkarimi                    | Iran                             |
| 2009 | Petja po doroge w zarstwije nebesnoje                   | Nikolai Dostal                    | Russland                         |
| 2010 | Hermano                                                 | Marcel Rasquin                    | Venezuela                        |
| 2011 | Las Olas                                                | Alberto Morais                    | Venezuela                        |
| 2012 | Junkhearts                                              | Tinge Krishnan                    | Vereinigtes Königreich           |
| 2013 | Zerre                                                   | Erdem Tepegöz                     | Türkei                           |
| 2014 | Watashi no otoko                                        | Kazuyoshi Kumakiri                | Japan                            |
| 2015 | Karatsi                                                 | Iwajlo Christow                   | Bulgarien                        |
| 2016 | Dokhtar                                                 | Reza Mirkarimi                    | Iran                             |
| 2017 | Yuan shang                                              | Liang Qiao                        | China                            |
| 2018 | Zar-ptiza (Царь-птица)                                  | Eduard Nowikow                    | Russland                         |
| 2019 | The Secret of a Leader                                  | Farkhat Sharipov                  | Kasachstan                       |
| 2020 | Blokadnyi dnewnik (Блокадный дневник)                   | Andrei Saizew                     | Russland                         |
| 2021 | #Dogpoopgirl                                            | Andrei Hutuleac                   | Rumänien                         |
| 2022 | Kein Vorheriger Termin (Bedoune Gharare Ghabli)         | Behrouz Shoaybi                   | Iran                             |